# Altagracia de La Montaña (Venezuela)
Pour les articles homonymes, voir Altagracia et Altagracia de La Montana.
Altagracia de La Montaña est la capitale de la paroisse civile d'Altagracia de La Montaña de la municipalité de Guaicaipuro dans l'État de Miranda au Venezuela.

## Environnement
C'est à proximité qu'a été découverte l'espèce d'araignées Scaphiella gracia.